# ビアフラ・ポンド
ビアフラ・ポンド(Biafran Pound)は1967年から1970年の間に流通していた、ビアフラ共和国の通貨である。1967年発行の通貨は、ビアフラ共和国外ではまったく価値を認められていなかった。

## 補助通貨
- 1ビアフラ・シリング = 1/20ビアフラ・ポンド
- 1ビアフラ・ペニー（複数形ペンス） = 1/240ビアフラ・ポンド